# Claude Delafont
Claude Delafont de Bramant, dit Delafont-Bramant, né le 8 juillet 1744 à Dun-le-Palestel (Creuse), mort le 18 mars 1819 dans la même ville, est un homme politique français.

## Biographie
Fils de Claude Delafont, seigneur de la Valade et de Bramant, juge-bailli de Dun (1733-1764), et de Louise Pinet, frère de Charles Delafont de la Valade, juge-bailli de Dun (1765-1789), il est avocat en parlement et notaire royal à Dun.
Lors du déclenchement de la Révolution française, il participe à la rédaction du cahier de doléances de Dun-le-Palestel, le 11 mars 1789 et représente les électeurs de Dun à Guéret le 16 mars. Il devient membre du directoire de département de la Creuse, avant d'être élu le 2 septembre 1791, le 2e sur 7 avec 196 voix sur 326 votants, à l'Assemblée législative, où il siège parmi la majorité patriote, sans se distinguer. Membre du comité de l'examen des comptes, il est l'auteur d'un rapport sur le travail du bureau de comptabilité.
Le 15 brumaire an II (5 novembre 1793), Claude Delafont crée, avec plusieurs autres notables de Dun, une Société populaire, pour obéir au décret de la Convention nationale du 25 vendémiaire précédent (16 octobre).
Le 16 prairial an V (4 juin 1797), il est nommé commissaire du Directoire exécutif du canton de Dun.
Le 21 frimaire an VIII (12 décembre 1799), à la suite de la loi du 25 brumaire précédent demandant aux fonctionnaires de jurer fidélité « fidèles à la République une et indivisible fondée sur l'égalité, la liberté et le sistème (sic)
représentatif », il prête serment comme receveur de l'enregistrement. Le 12 pluviôse (1er février 1800), il jure fidélité, cette fois, « à la constitution ».

## Sources
- « Claude Delafont », dans Adolphe Robert et Gaston Cougny, Dictionnaire des parlementaires français, Edgar Bourloton, 1889-1891 [détail de l’édition] Dictionnaire des députés français de 1789 à 1889, tome 2, p. 301-310
- Georges Vergeade, Monographie de la commune de Dun-le-Palestel (Creuse), chapitres VIII à X
- Jean François Eugène Robinet, Adolphe Robert, Julien Le Chaplain, Dictionnaire historique et biographique de la Révolution et de l'Empire, Libraire historique de la Révolution et de l'Empire, 1899,p. 583